# Островская, Велта Николаевна
Велта Николаевна Островская (1927, Латвия — 2012, Елгава) — ткачиха производственного объединения «Латвияс лини» Министерства лёгкой промышленности Латвийской ССР, гор. Елгава. Герой Социалистического Труда (1971).
В 1970 году досрочно выполнила личные социалистические обязательства и производственные задания Восьмой пятилетки (1966—1970). Указом Президиума Верховного Совета СССР от 5 апреля 1971 года «за выдающиеся успехи в досрочном выполнении заданий пятилетнего плана и большой творческий вклад в развитие производства тканей, трикотажа, обуви, швейных изделий и другой продукции легкой промышленности» удостоена звания Героя Социалистического Труда с вручением ордена Ленина и золотой медали «Серп и Молот». Умерла в 2012 году. Похоронена на кладбище Зандеру в Елгаве, Латвия.